# Muromi (metropolitana di Fukuoka)
Muromi (室見駅?, Muromi-eki) è una stazione della metropolitana di Fukuoka che si trova nel quartiere di Sawara. La stazione è servita dalla linea Kūkō.

## Struttura
La stazione è dotata di due marciapiedi laterali con due binari passanti sotterranei.
| 1 | Linea Kūkō | per Tenjin, Hakata e Aeroporto di Fukuoka |
| 2 | Linea Kūkō | per Meinohama e Nishi-Karatsu             |

## Statistiche di utilizzo
In media, nell'anno 2014 ogni giorno gli utenti sono stati, in media, 12.508 persone.
Di seguito le statistiche degli ultimi anni:
| Anno | Passeggeri giornalieri |
| ---- | ---------------------- |
| 2001 | 8,379                  |
| 2002 | 7,983                  |
| 2003 | 7,699                  |
| 2004 | 7,553                  |
| 2005 | 7,137                  |
| 2006 | 7,360                  |
| 2007 | 7,398                  |
| 2008 | 7,361                  |
| 2009 | 7,194                  |
| 2010 | 7,199                  |
| 2011 | 7,434                  |
| 2012 | 7,553                  |
| 2013 | 7,721                  |
| 2014 | 7,766                  |
| 2015 | 8,189                  |

## Stazioni adiacenti
| «          | Servizio   | »          |
| Linea Kūkō | Linea Kūkō | Linea Kūkō |
| ---------- | ---------- | ---------- |
| Meinohama  | -          | Fujisaki   |